# Westdeutscher Verbandspokal 1931/32
Der westdeutsche Verbandspokal 1931/32 war die erste Austragung des westdeutschen Verbandspokales des Westdeutschen Spiel-Verbandes (WSV). In einer amtlichen Meldung im Sommer 1931 informierte der Verband seine Teilnehmer über die erstmalige Austragung eines Verbandspokales. Das Pokalendspiel gewann der VfL Benrath 06 durch ein 3:2-Heimsieg über den Rheydter Spielverein. Durch den Pokalsieg qualifizierte sich Benrath für die deutsche Fußballmeisterschaft 1931/32, bei der die Mannschaft im Achtelfinale nach einer 1:3-Niederlage gegen den Hamburger SV ausschied.

## Modus
Qualifiziert für die Austragung des Verbandspokales waren alle Vereine des WSV, die sich bis zum 31. Juli 1931 für den Pokal gemeldet haben. Der Pokal wurde in drei verschiedenen Phasen eingeteilt, die Vorrunde, die Zwischenrunde und die Endrunde. Die Vor- und Zwischenrunde wurde in regionalen Bezirken ausgetragen. Vereine aus den Gauklassen und den 2. Bezirksklassen spielten zuerst in der Vorrunde 7–10 Teilnehmer für die Zwischenrunde aus. Dort trafen diese auf die Teilnehmer aus den 1. Bezirksklassen und den Bezirksligen und es wurde der Bezirksteilnehmer für die Endrunde ermittelt. In der Endrunde trafen dann die Sieger der acht Bezirke aufeinander und spielten den Pokalsieger aus. Der Pokalsieger war für die Endrunde zur deutschen Fußballmeisterschaft qualifiziert.
Der westdeutsche Verbandspokal wurde im K.-o.-System ausgetragen. Wenn ein Spiel nach 90 Minuten Unentschieden stand, kam es zu einer 2-mal 15-minütigen Verlängerung, die jedoch, sobald das nächste Tor erzielt wurde, beendet wurde (Golden Goal). Gab es nach der Verlängerung keinen Sieger, wurde per Los entschieden. Die Vorrunden wurden im August und September 1931 ausgetragen, die Zwischenrunden wurden zwischen November 1931 und Februar 1932 ausgetragen. Die Endrunde wurde im März und April 1932 ausgespielt.

## Endrundenteilnehmer
| Bezirkspokal               | Heimmannschaft       | Gastmannschaft       | Ergebnis          |
| -------------------------- | -------------------- | -------------------- | ----------------- |
| Westfalen                  | Arminia Bielefeld    | VfL Osnabrück        | 3:1 (0:0)         |
| Ruhrbezirk                 | Arminia Marten       | SV Rotthausen        | 2:4 (1:1)         |
| Niederrhein                | Sportfreunde Krefeld | Homberger SV         | 1:3 (1:2)         |
| Bergisch-Märkischer Bezirk | VfL 06 Benrath       | SV Weyer             | 9:0 (5:0)         |
| Rheinbezirk                | Rheydter Spielverein | Rhenania Würselen    | 3:1 (0:0)         |
| Mittelrheinbezirk          | SC 07 Bad Neuenahr   | FV Wied Niederbieber | 5:3               |
| Südwestfalen               | SSV Hagen            | SuS Hüsten 09        | -:- a             |
| Bezirk Hessen-Hannover     | Einbecker SV 05      | nicht überliefert    | nicht überliefert |

## Viertelfinale
| Datum      |                   | Ergebnis             |                      |
| ---------- | ----------------- | -------------------- | -------------------- |
| 09.03.1932 | Arminia Bielefeld | 6:1 (1:0)            | Einbecker SV 05      |
| 10.04.1932 | VfL 06 Benrath    | 9:2 (6:0)            | SC 07 Bad Neuenahr   |
| 10.04.1932 | Homberger SV      | 2:0 (0:0)            | SV Rotthausen        |
| 10.04.1932 | SSV Hagen         | 4:5 n. V. (4:4, 4:3) | Rheydter Spielverein |

## Halbfinale
| VfL 06 Benrath                            | VfL 06 Benrath | Arminia Bielefeld | Arminia Bielefeld |
| ----------------------------------------- | --- | --- | ----------------- |
| VfL 06 Benrath                            | \| 17. April 1932 in Düsseldorf (TuRU-Platz) \| \| Ergebnis: 4:2 (2:1) \| \| Zuschauer: 10.000 \| \| Schiedsrichter: Döring (Hörde) \| | \| 17. April 1932 in Düsseldorf (TuRU-Platz) \| \| Ergebnis: 4:2 (2:1) \| \| Zuschauer: 10.000 \| \| Schiedsrichter: Döring (Hörde) \| | Arminia Bielefeld |
| VfL 06 Benrath                            | 1:0 Rasselnberg 2:1 Hohmann (42.) 3:1 Leonhard 4:2 Leonhard                                                                            | 1:1 (FE) 3:2 | Arminia Bielefeld |
| 17. April 1932 in Düsseldorf (TuRU-Platz) | | |                   |
| Ergebnis: 4:2 (2:1)                       | | |                   |
| Zuschauer: 10.000                         | | |                   |
| Schiedsrichter: Döring (Hörde)            | | |                   |

| Rheydter Spielverein                | Rheydter Spielverein                                                                                            | Homberger SV | Homberger SV |
| ----------------------------------- | --- | --- | ------------ |
| Rheydter Spielverein                | \| 17. April 1932 \| \| Ergebnis: 4:2 (3:1) \| \| Zuschauer: 8.000 \| \| Schiedsrichter: Güldner (Remscheid) \| | \| 17. April 1932 \| \| Ergebnis: 4:2 (3:1) \| \| Zuschauer: 8.000 \| \| Schiedsrichter: Güldner (Remscheid) \| | Homberger SV |
| Rheydter Spielverein                | 1:0 Lang (9.) 2:0 Berkele (13.) 3:0 Backus (40.) 4:2 Lang (88., FE)                                             | 3:1 (42.) 3:2 Hochwahr (55.)                                                                                    | Homberger SV |
| 17. April 1932                      | | |              |
| Ergebnis: 4:2 (3:1)                 | | |              |
| Zuschauer: 8.000                    | | |              |
| Schiedsrichter: Güldner (Remscheid) | | |              |

## Finale
| Paarung              | VfL 06 Benrath – Rheydter Spielverein |
| Ergebnis             | 3:2 (3:1) |
| Datum                | 24. April 1932 |
| Stadion              | Rheinstadion, Düsseldorf |
| Zuschauer            | 10.000 |
| Schiedsrichter       | Hülsmeyer (Krefeld) |
| Tore                 | 1:0 Stoffels II (3.) 1:1 Lang (4.) 2:1 Stoffels II (5.) 3:1 Rasselnberg (39.) 3:2 Stein (79., FE)                                                                                  |
| VfL 06 Benrath       | Willi Wildhagen – Hubert Braun, Theo Bünger – Otto Hoffmann II, Walter Besgen, Richard Hotze – Hubert Leonhard, Heinrich Stoffels II, Karl Hohmann, Josef Rasselnberg, Max Schmitz |
| Rheydter Spielverein | Erich Gillessen – Willi Lind, Anton Clever – Rudolf Friedrichs, Hermann Lang, Gustav Stein – August Huppertz, Karl Berkele, Wienand Backus, Franz Meyer, Josef Hochhausen          |